# Козинаки
Козина́ки (груз. გოზინაყი, гозинаки) — грузинская национальная сладость, изготавливаемая из мелко нарезаных обжаренных грецких орехов (редко фундука или миндаля), смешанных с растопленным мёдом. Известен рецепт изготовления блюда из грецких орехов или миндаля и растопленного мёда, опубликованный в грузинской газете «დროება» в 1868 году. Похлёбкин в своей книге «Национальные кухни наших народов» в разделе «Грузинская кухня» приводит рецепт гозинаки из жареных нарезанных орехов (миндаля или фундука), уваренного мёда и сахарной пудры.
В Грузии гозинаки традиционно готовят к рождественскому и новогоднему столу. По древним религиозным представлениям грузинского народа мёд и грецкие орехи считались священной пищей и подносились в дар «Батонеби». В Сванетии в день Липанали смесью мёда и молока окропляли дорогу, по которой согласно верованиям возвращались души умерших.

## Козинаки промышленные

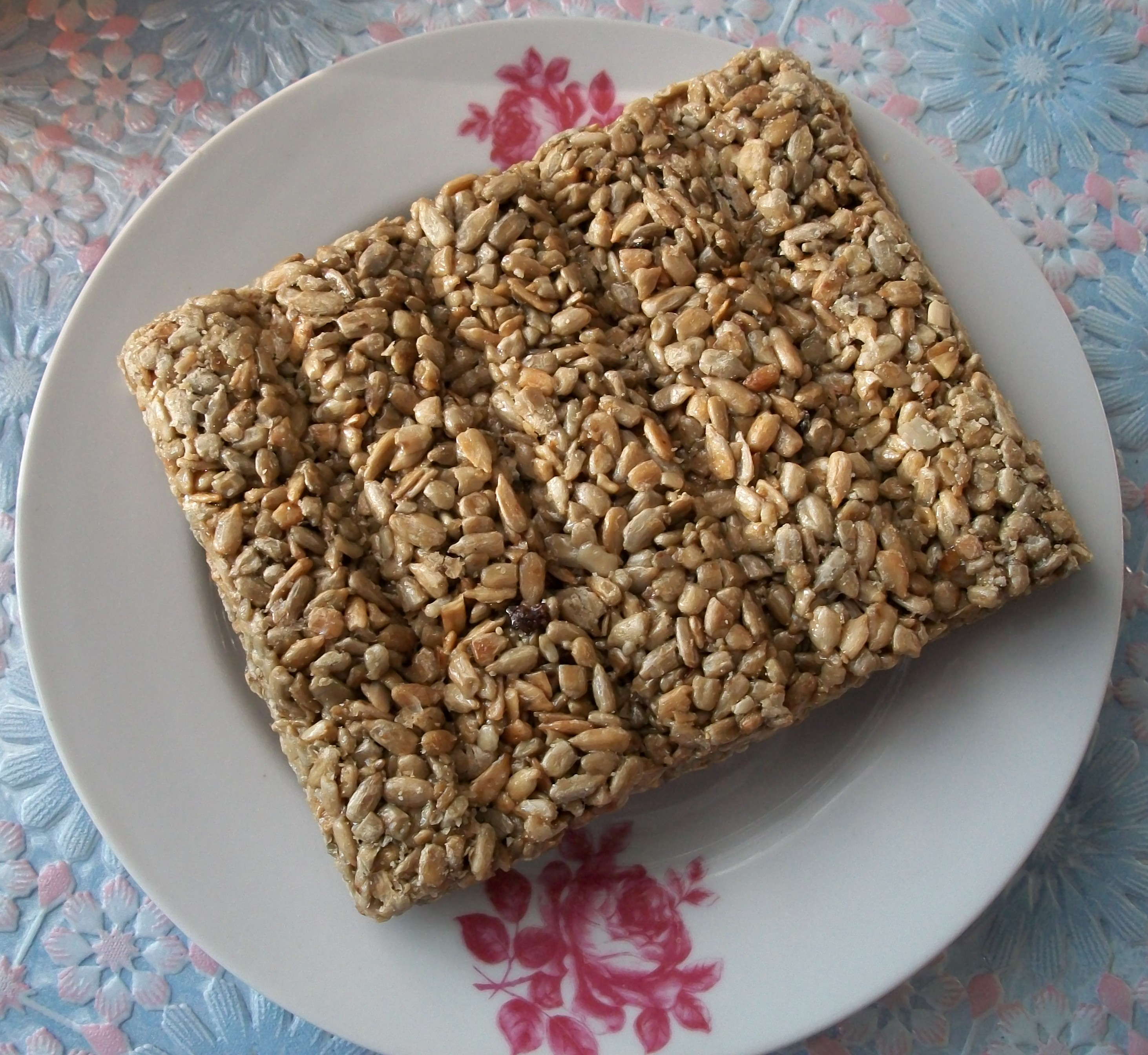
Козинак из семечек подсолнечника

Козинаки — восточная сладость из группы карамелей. Применяемый в ЕАЭС Стандарт Республики Беларусь «Сладости сахарные. Общие технические условия» определяет козинаки как «сахарную сладость карамельного производства».
Изготавливаются из сахарного сиропа, патоки или мёда, ядер ореха, абрикосовых косточек, подсолнечника, кунжута, миндаля — в зависимости от рецепта. В козинаках из подсолнечника содержится значительное количество витамина E, козинаки из кунжута отличаются от прочих содержанием магния, кальция, фосфора и железа.

## Похожие блюда

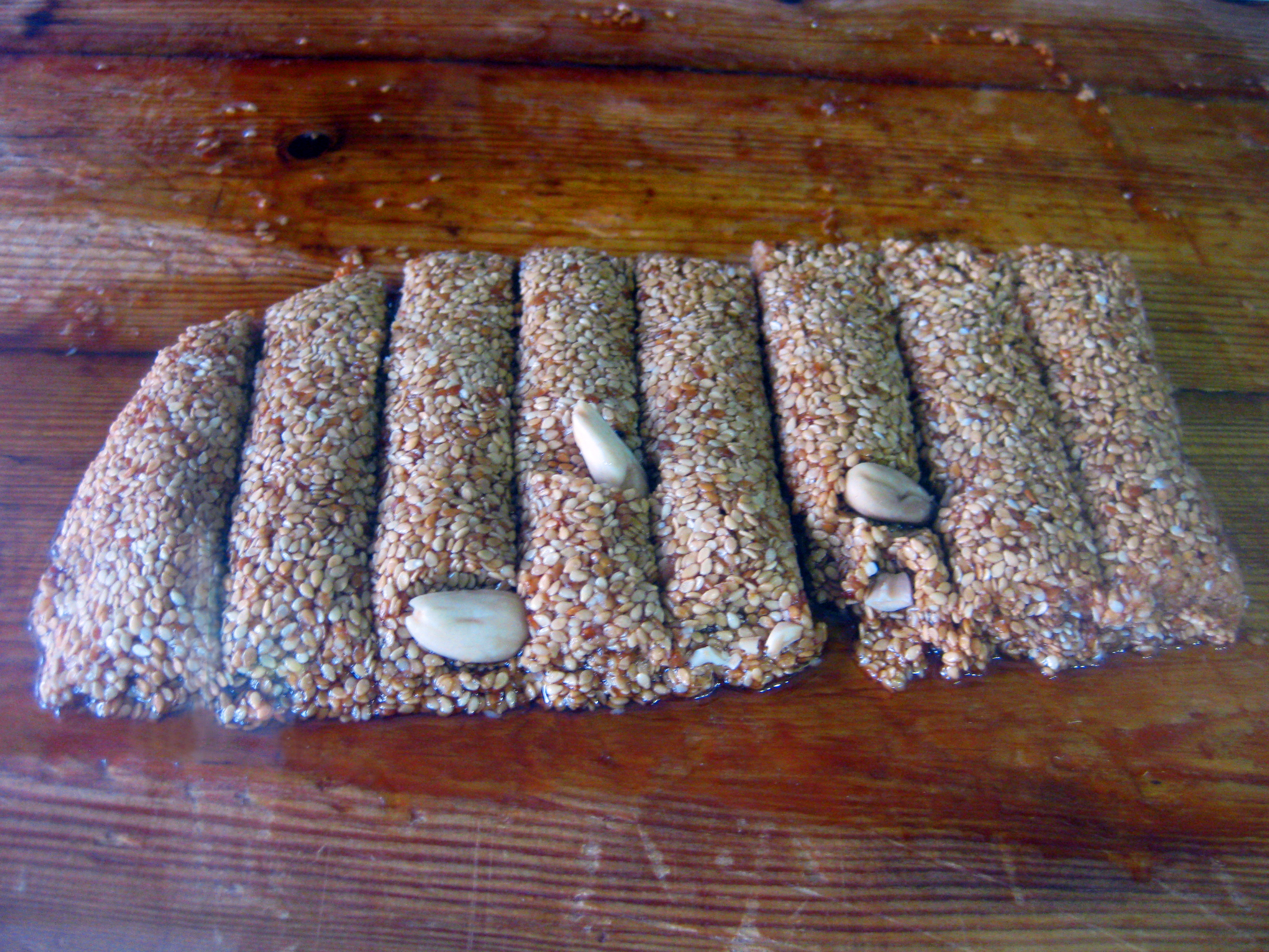
Греческое блюдо παστέλι («пастели»)

Hei Zhima Su (букв. «Хрустящий чёрный кунжут») — блюдо китайской кухни, похожее по композиции. Традиционно его делают из чёрного кунжута, но его также могут делать и из орехов (в том числе миндаля или грецких орехов) или арахиса, или сушёных фруктов.
В греческой культуре также есть похожее блюдо — «παστέλι». Геродот также упоминал «лепёшки из кунжута и мёда».